# Le Jeu du pouvoir
Pour les articles homonymes, voir True Colors.
Le Jeu du pouvoir (True Colors) ou Faux Frère au Québec est un film américain réalisé par Herbert Ross en 1991. La musique du film a été composée par Trevor Jones.

## Sypnosis
Tim (James Spader) est un jeune étudiant brillant venant d'une famille bourgeoise et dont la petite amie n'est autre que la fille d'un sénateur (Richard Widmark). Peter (John Cusack), lui aussi est un jeune étudiant brillant mais au passé un peu trouble et n'ayant aucune famille. Les deux étudiants vont devenir amis sur le campus.
Dans la vie active, les deux « jeunes loups » vont faire la course au pouvoir à Washington DC. Mais tandis que l'un souhaite se battre pour la justice, l'autre préfère les sirènes de l'argent et de la manipulation. Ils vont rapidement devenir rivaux.

## Fiche technique
- Réalisation : Herbert Ross
- Scénario : Kevin Wade
- Production : Laurence Mark (en) et Herbert Ross
- Musique originale : Trevor Jones
- Photo : Dante Spinotti
- Montage : Robert M. Reitano et Stephen A. Rotter
- Pays de production :  États-Unis
- Langue : anglais
- Dates de sortie : 
  - États-Unis : 15 mars 1991
  - France : octobre 1992[1] (sortie directement en vidéo)

## Distribution
- John Cusack (VF : Thierry Wermuth) : Peter Burton
- James Spader (VF : William Coryn) : Tim Gerrity
- Imogen Stubbs (VF : Claire Guyot) : Diana Stiles
- Mandy Patinkin (VF : Daniel Sarky) : John Palmeri
- Richard Widmark (VF : Roland Ménard) : Le sénateur James Stiles
- Dina Merrill : Joan Stiles
- Philip Bosco (VF : Jean-Claude Balard) : Le sénateur Frank Steubens
- Paul Guilfoyle (VF : Serge Blumenthal) : John Laury
- Brad Sullivan (VF : Hervé Jolly) : L'agent Abernathy
- Russell Dennis Baker : Todd
- Don McManus : Doug Stubblefield
- Karen Jablons-Alexander : Le vendeur du magasin
- Wendee Pratt : Janine
- Rende Rae Norman : Fanne
- Frank Hoyt Taylor : Le sénateur Lockerby
- Antonia Rey : Soledad